# Zbigniew Bolt
Zbigniew Bolt (ur. 13 listopada 1925 w Krakowie, zm. 5 lutego 2017 tamże) – polski lekarz medycyny rodzinnej. 

## Życiorys
Studia medyczne odbył na Uniwersytecie Jagiellońskim, po których przez rok praktykował ginekologię. W latach 1953–2006 pracował w Koszycach, gdzie od 1934 ordynował jego ojciec dr Jan Bolt (1892–1953). 
Za uratowanie dwóch Żydówek podczas II wojny światowej w 2000 otrzymał dla siebie – i w imieniu nieżyjącego stryja Stanisława Kwiecińskiego – medal "Sprawiedliwy wśród Narodów Świata".